# Jussi Hautamäki
Jussi Heikki Hautamäki, född 20 april 1979 i Uleåborg (finska: Oulu) i Finland, är en finsk före detta backhoppare och aktiv musiker. Han tävlade i världscupen från 1995 till 2009, och är storebror till en annan finsk backhoppare, Matti Hautamäki. 

## Karriär
Jussi Hautamäki tävlade för idrottsföreningen Puijon Hiihtoseura i Kuopio. Han började med backhoppning 1984 och startade i sin första världscuptävling 1995 i Oberhof och tävlade 13 säsonger i Världscupen. Hans största framgång i Världscupen kom säsongen 2000/2001 då han blev nummer 15 totalt och tog en tredjeplats som bäst i en deltävling (januari 2001 i Sapporo) i Japan. I laghopp har han två förstaplatser, fyra andraplatser och en tredjeplats i Världscupen.
I junior-VM i Canmore, Kanada 1997 tog han två silvermedaljer, individuellt och i lagtävlingen. Han har en silvermedalj i laghoppning från finska mästerskapen 2010 i Lahtis. I Kontinentalcupen har han som bäst en tjugonde plats totalt (säsongen 1995/1996) och som bäst två segrar i deltävlingar (Bischofshofen 2003 och Rovaniemi 2006).

## Musik
Jussi Hautamäki är en aktiv musiker. Han spelar elbas i bandet The Kroisos. Tidigare har han spelad med backhoppskamrater (bland annat Ville Kantee, Samppa Lajunen, Antti Kuisma, Kimmo Korhola och Olli Happonen) i bandet Vieraileva Tähti. 